# Nevadamanden
Nevadamanden er en amerikansk stumfilm fra 1920 af Lambert Hillyer.

## Medvirkende
- William S. Hart som Black Deering
- Anna Q. Nilsson som Mary Brown
- Joseph Singleton som Tom Jordan
- Jack Richardson
- Richard Headrick
- Bill Patton som Hank Simmons
- Leo Willis